# Роус, Джон, 1-й граф Стрэдброк
Джон Роус, 1-й граф Стрэдброк (англ. John Rous, 1st Earl of Stradbroke; 30 мая 1750 — 27 августа 1827) — британский дворянин, владелец скаковых лошадей и член парламента. Он был известен как сэр Джон Роус, баронет, с 1771 по 1796 год, и как лорд Роус с 1796 по 1821 год.

## Биография
Родился 30 мая 1750 года. Сын сэра Джона Роуса, 5-го баронета (ок. 1727—1771), и Джудит Бедингфельд (? — 1794). Он получил образование в Вестминстерской школе, Вестминстер, Лондон, и в Колледже Магдалины Оксфордского университета, Оксфорд, Оксфордшир.
31 октября 1771 года после смерти своего отца Джон Роус унаследовал титул 6-го баронета из Хенхема. В 1780 году он был избран в Палату общин от Саффолка и занимал это место до 1796 года. В 1796 году ему был пожалован титул барона Роуса из Деннингтона в графстве Саффолк. 18 июля 1821 году ему были предоставлены титулы виконта Данвича из графства Саффолк и графа Стрэдброка в графстве Саффолк.
Лорд Стрэдброк владел конным заводом в Саффолке и выиграл в 1815 году 2000 гиней на жеребенке Tigris.
Лорд Стрэдброк скончался в августе 1827 года в возрасте 77 лет, и его титулы унаследовал его старший сын Джон. Его второй сын, Генри Джон Роус (1795—1877), стал адмиралом Королевского флота и известным стюардом Жокей-клуба.

## Семья
Джон Роус был дважды женат. 26 января 1788 года в Йоксфорде, Саффолк, он женился первым браком на Фрэнсис Джулиане Уортер-Уилсон (? — 20 июня 1790), дочери Эдварда Уортер-Уилсона и достопочтенной Фрэнсис Энн Эванс. У супругов была одна дочь:
- Леди Фрэнсис Энн Джулиана Роус (? — 31 января 1859), в 1816 году вышла замуж за вице-адмирала достопочтенного сэра Генри Хотэма, от брака с которым у неё было трое детей.

23 февраля 1792 года на Манчестер-сквер, 11, Лондон, вторым браком он женился на Шарлотте Мэри Уиттакер (17 марта 1769 — 15 января 1856), дочери Авраама Уиттакера и Пенелопы Темпест. У супругов было пятеро детей:
- Леди Луиза Мария Джудит Роус, в 1824 году она замуж за Спенсера Хорси де Хорси, от брака с которым у неё было трое детей.
- Леди Шарлотта Марианна Харриет Роус (? — 29 апреля 1830), в 1810 году вышла замуж за Натаниэля Миклетвейта, сына Натаниэля Миклетвейта, от брака с которым у неё было двенадцать детей.
- Джон Эдвард Корнуоллис Роус, 2-й граф Стрэдброк (13 февраля 1794 — 27 января 1886), старший сын и преемник отца.
- Адмирал Достопочтенный Генри Джон Роус (23 января 1795 — 19 июня 1877)
- Достопочтенный Уильям Руфус Роус (1 августа 1796 — 2 марта 1875).